# Margaux-Cantenac
Margaux-Cantenac ist eine französische Gemeinde im Département Gironde in der Region Nouvelle-Aquitaine mit 2.844 Einwohnern (Stand: 1. Januar 2022). Sie gehört zum Arrondissement Lesparre-Médoc und zum Kanton Le Sud-Médoc.
Zum 1. Januar 2017 wurde Margaux-Cantenac als Commune nouvelle aus den Gemeinden Margaux und Cantenac gebildet.

## Geografie
Margaux-Cantenac liegt etwa 30 Kilometer nordnordwestlich von Bordeaux am Ästuar der Gironde. Das Gemeindegebiet gehört zum Regionalen Naturpark Médoc. Umgeben wird Margaux-Cantenac von den Nachbargemeinden Soussans im Norden und Nordwesten, Gauriac im Nordosten und Bayon-sur-Gironde im Osten auf der gegenüberliegenden Seite des Ästuars, Labarde im Südosten, Arsac im Südwesten sowie Avensan im Westen.
Die Gemeinde gehört zu den Weinbaugebieten Margaux und Haut-Médoc.

## Gliederung
| Ortsteil                    | ehemaliger INSEE-Code | Fläche (km²) | Höhenlage (m) |      | Dichte (Einw. je km²) |
| --------------------------- | --------------------- | ------------ | ------------- | ---- | --------------------- |
| Cantenac                    | 33091                 | 14,26        | 1–22          | 1371 | 096,1                 |
| Margaux (Verwaltungssitz)00 | 33268                 | 07,36        | 1–23          | 1582 | 214,9                 |

## Sehenswürdigkeiten
Siehe auch: Liste der Monuments historiques in Margaux-Cantenac
- Kirche Saint-Michel in Margaux
- Kirche Saint-Didier in Cantenac
- Weingüter
  - in Margaux:
    - Château Margaux
    - Château Lafite-Rothschild
    - Château Lascombes
    - Château Durfort-Vivens
    - Château Brane-Cantenac
    - Château Desmirail
    - Château d’Issan
    - Château Marquis de Terme
    - Château du Tertre

  - in Cantenac:
    - Château Dauzac
    - Château Cantemerle
    - Château Palmer
    - Château Cantenac-Brown

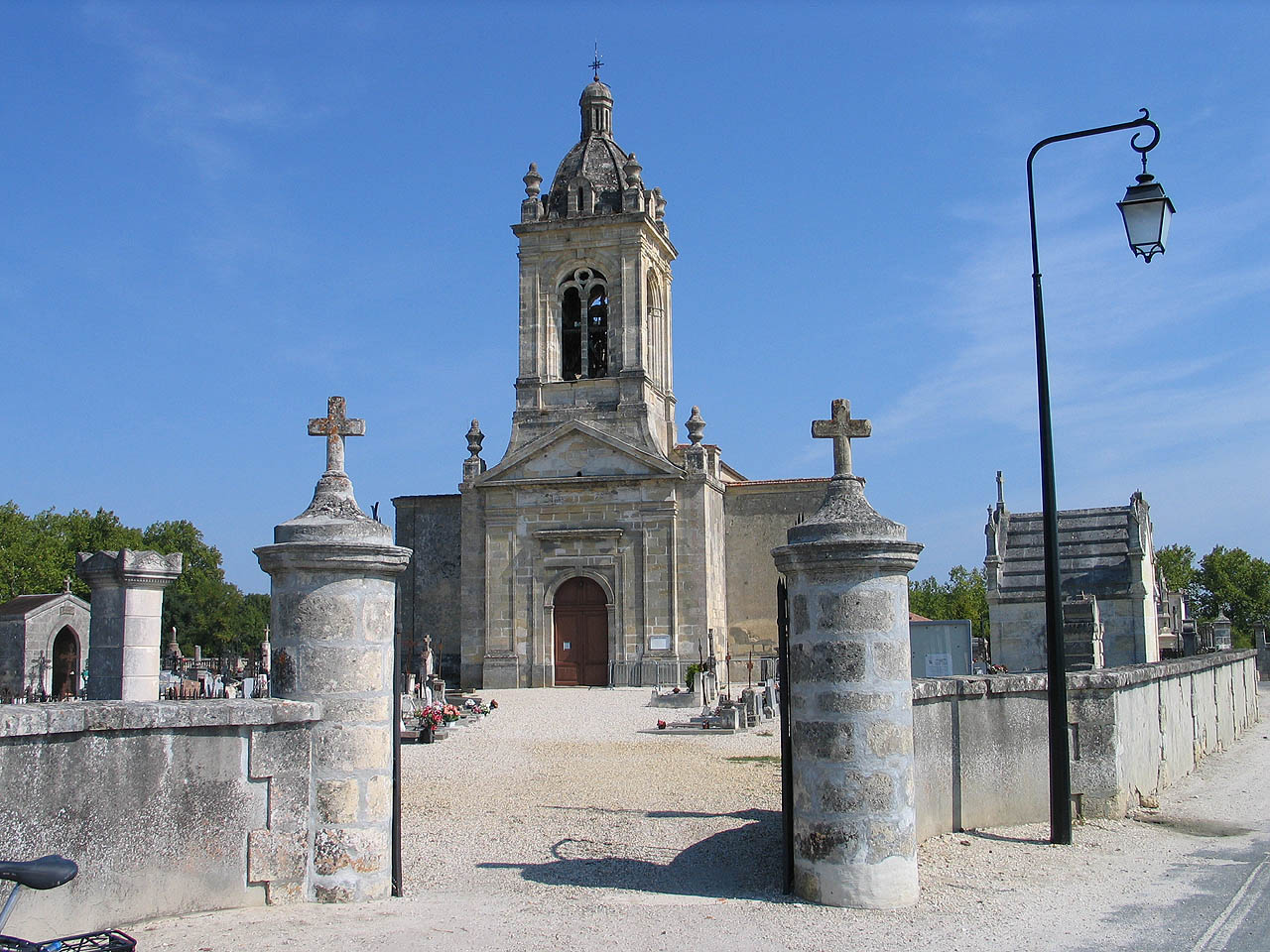
Kirche Saint-Michel
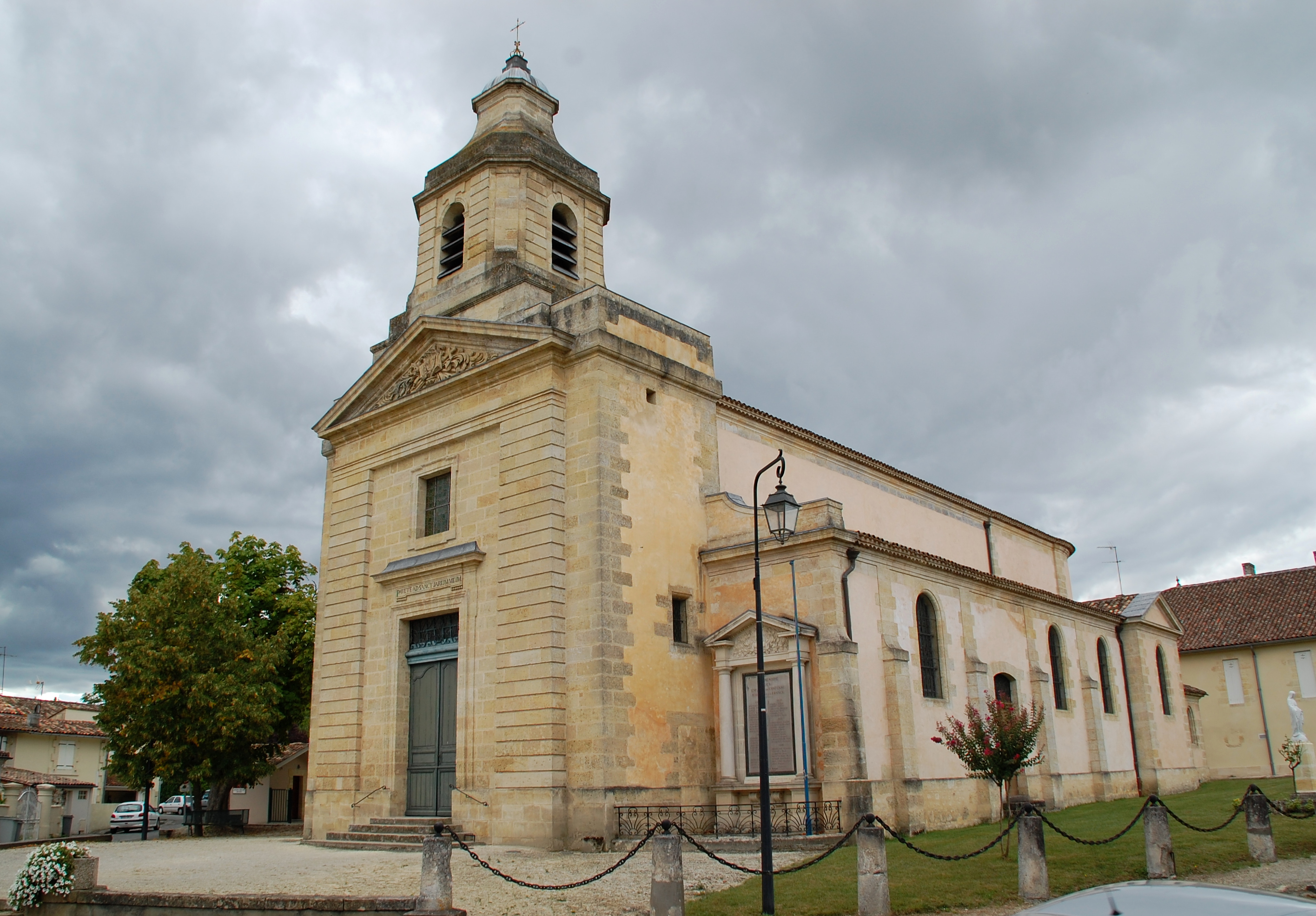
Kirche Saint-Didier